# Ingo Spelly
Ingo Spelly, né le 6 novembre 1966 à Lübben, est un céiste allemand pratiquant la course en ligne.

## Palmarès

### Jeux olympiques
- Médaille d'argent aux Jeux olympiques de 1988 à Séoul en C-2 1000m avec Olaf Heukrodt.
- Médaille d'or aux Jeux olympiques de 1992 à Barcelone en C-2 1 000 m avec Ulrich Papke.
- Médaille d'argent aux Jeux olympiques d'été de 1992 à Barcelone en C-2 500 m avec Ulrich Papke[1].